# Clowns Spinning Hats
Clowns Spinning Hats er en amerikansk stumfilm i sort-hvid skrevet og produceret af Lubin Films. Filmen handler om to klovne som kaster store hatte til hinanden, hvorefter de griber dem deres hoved uden at bruge hænderne. De to klovne står omkring 10 meter (30 fod) fra hinanden. 